# Ron Riley (basket-ball, 1973)
Ne doit pas être confondu avec Ron Riley (basket-ball, 1950).
Ron Riley, né le 23 décembre 1973, à Las Vegas, au Nevada, est un ancien joueur et entraîneur américain de basket-ball. Il évolue au poste d'arrière. 

## Palmarès
- Coupe d'Autriche 2000, 2001